# Conquista de Túnez (1534)
La conquista de Túnez se produjo el 16 de agosto de 1534, cuando Jeireddín Barbarroja capturó la ciudad, que se hallaba gobernada por el Bey Háfsida Muley Hasan.
En 1533, Solimán había ordenado a Jeireddín Barbarroja, a quien había convocado desde Argel, para que acudiera a Constantinopla para construir en su arsenal una importante flota de guerra. En total, 70 galeras fueron construidas durante el invierno de 1533-34, tripuladas por remeros esclavos, incluyendo a 1200 cristianos. Con esta flota, Barbarroja realizó incursiones agresivas a lo largo de la costa de Italia, hasta que aterrizó en Túnez el 16 de agosto de 1534, donde derrocó al gobernante local, hasta entonces subordinado de los españoles, el regente Háfisda Muley Hasan. 
Barbarroja estableció así una fuerte base naval en Túnez, que podría ser utilizada para las incursiones en la región, y en la cercana Malta. Túnez era una zona altamente estratégica, ya que controlaba el paso desde el oeste hacia la cuenca oriental del Mediterráneo.
En 1535, sin embargo, sobre la declaración de Muley Hasan, el emperador Carlos V montó una contraofensiva y volvió a tomar la ciudad mediante la llamada Jornada de Túnez.
- Datos: Q5245689